# Макс Фабіані
Максиміліан Фабіані, широко відомий як Макс Фабіані (італ. Massimo Fabiani, словен. Maks Fabiani; 29 квітня 1865 — 12 серпня 1962) — космополіт, тримовний архітектор і містобудівник змішаного італійсько-австрійського походження, народився в селі Кобдиль поблизу Штанєля на Красі, графстві Гориця і Градишка, в сучасній Словенії. Разом із Цирілом Методом Кохом та Іваном Ванкашем він запровадив у Словенії стиль Віденської сецесії (тип модерну). 

## Життєпис
Народився в родині землевласника Антоніо Фабіані в Фріулі з Пауларо з Бергамоського родоводу, і Шарлотти фон Кофлер, з Трієсту аристократки тірольському походження. Він виріс у космополітичному тримовному середовищі: крім італійської, мови своєї родини та словенської, мови свого соціального оточення, він вивчив німецьку ще в дуже молодому віці. 
Він походив із заможної родини, яка могла дозволити собі забезпечити хорошу освіту для своїх 14 дітей. Він відвідував початкову школу в Кобдилі, а також німецьке та словенськомовне реальне училище в Любляні, де після семи років був найкращим учнем у класі.  Згодом він переїхав до Відня, де відвідував курси архітектури у Віденському технологічному університеті. Після здобуття ступеня в 1889 році стипендія дозволила йому подорожувати  три роки (1892–1894) до Малої Азії та через більшу частину Європи. Він був одружений і мав двох дітей; його син Лоренцо Фабіані (1907–1973) — агроном і журналіст, відомий антифашист.
У 1917 році Фабіані був призначений професором Віденського університету , а в 1919 році один із його учнів, Іван Вурник, запропонував йому викладацьку посаду в новоствореному Люблянському університеті. Однак Фабіані відмовився від пропозиції, кинув викладацьку посаду у Відні, і вирішив оселитися в Гориції, яка була приєднана до Італійського королівства, ставши таким чином громадянином Італії.
15 травня 1921 р. — менш ніж через рік після спалення словенського Національного залу в Трієсті італійськими фашистами, який він спроєктував, Фабіані став учасником італійського фашистського руху. Причина, через яку він вступив до партії та його політична діяльність у наступні роки, залишається незрозумілою та суперечливою. Тоді ж його син потрапив до в'язниці через його антифашистську діяльність[джерело?]. 
В кінці 1935 року, у віці 70 років прийняв призначення на пост мера свого рідного села Штанєля. Він залишався мером під час Другої світової війни, використовуючи свої знання німецької мови та своїх знайомих з культури, щоб переконати німецькі війська позбавити село від руйнування. Тим не менше, частина монументальних укріплень села та замку, які він сам реконструював протягом 30-х років минулого століття, врешті-решт були зруйновані під час бою між вермахтом та словенськими партизанами. Також був спалений його будинок з багатим архівом у Кобдилі.
У 1944 році Фабіані переїхав назад до Гориції, де жив до своєї смерті 12 серпня 1962 року.
Широко поширена, але фальшива історія щодо Фабіані полягає в тому, що молодий Адольф Гітлер одного разу коротко працював у його архітектурній фірмі у Відні. Міф не підтримується жодними джерелами, і, схоже, він був сфабрикований у 1966 році. 

## Робота

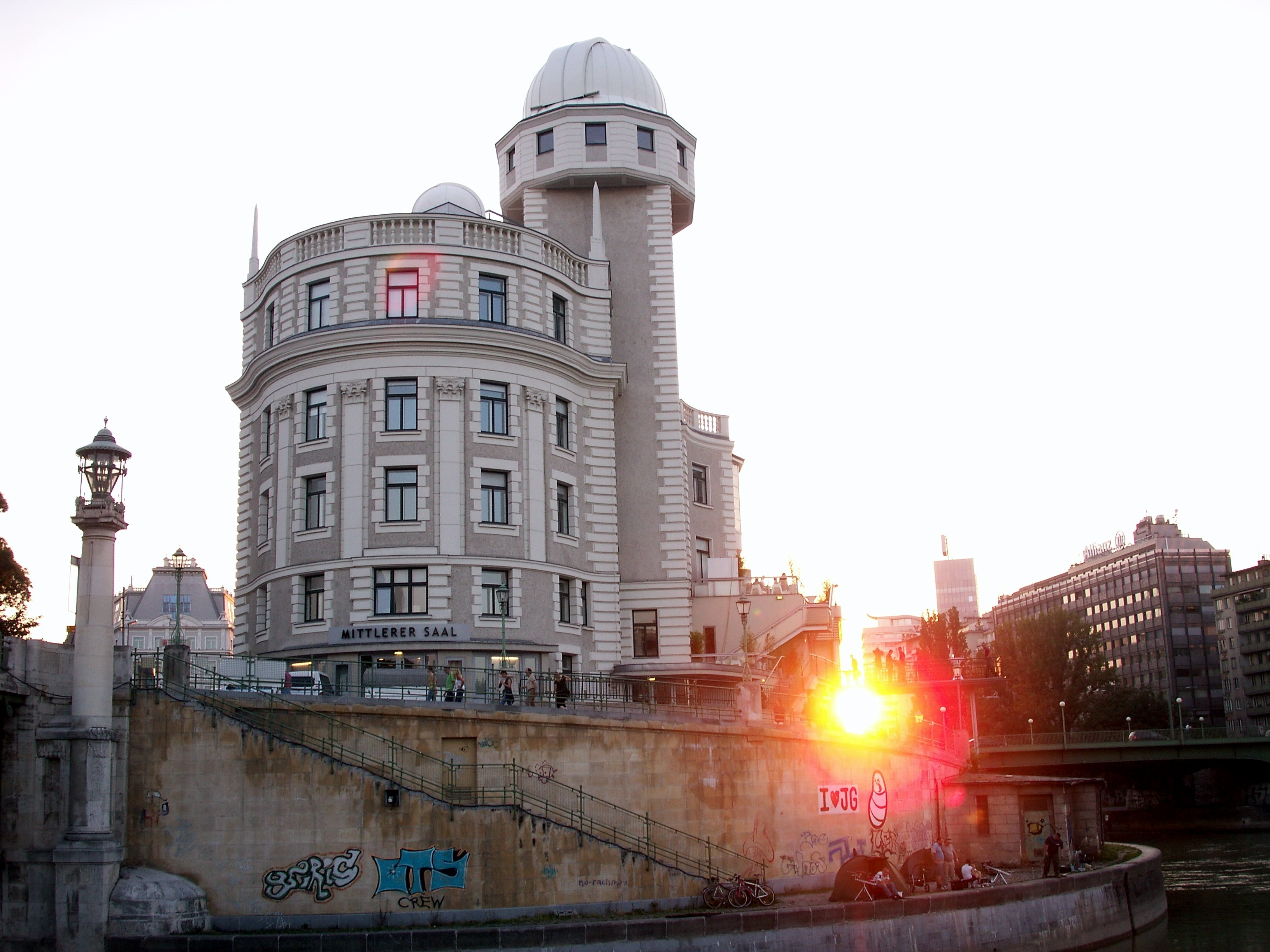
Палац Уранія у Відні

Повернувшись до Відня, за особистим запрошенням Вагнера він приєднався до майстерні архітектора Отто Вагнера і пробув там до кінця століття. У цей період він не лише зосередив свої інтереси на дизайні, але й культивував своє покликання містобудівника і пристрасно віддав себе викладацькій роботі. Наскільки він вплинув на книгу Вагнера про архітектуру, невідомо.
Першим масштабним архітектурним проєктом Фабіані був містобудівний план Крайни, нині столиці Словенії Любляни, яка була сильно пошкоджена землетрусом Любляни в квітні 1895 року. Фабіані виграв конкурс проти архітектора-історика Камілло Сітте, і міська рада Любляни обрала його головним містобудівником. Однією з причин такого вибору було те, що Фабіані вважався словенськими ліберальними націоналістами словенцем. Друга причина полягала в тому, що він знав Любляну краще, ніж Сітте, і підготував справді хороший та сучасний план.
За особистого спонсорства ліберально-націоналістичного мера Любляни Івана Хрибара Фабіані спроєктував кілька важливих будівель у місті, включаючи Г-подібну середню школу для дівчат у комплексі Младика, що виходить на вулицю Прешерен (словен. Prešernova cesta), в якому зараз знаходиться МЗС Словенії.
Робота в Любляні допомогла йому стати добре відомим на словенських землях, переконавши словенських ліберальних націоналістів в Австрійському Приморському регіоні довірити йому проєктування Національних залів в Гориції (1903) та Трієсті (1904).
Фабіані також створив містобудівний план міста Бельсько в Польщі. У 1902 році ці два міські плани принесли йому перший почесний докторський ступінь у галузі містобудування Віденського університету в Австро-Угорщині.
Протягом 20-х років він координував широкомасштабну реконструкцію сіл та деяких історичних пам'яток у районах у Джуліанському марші, які були спустошені битвами на Ізонці під час Першої світової війни.

## Визначні твори
Найвідоміші роботи, створені Фабіані, включають:
- Віла Шлегель, Опатія
- Палац Портуа і Фікс (Відень, 1898)
- Палац Артарія, Кольмаркт (Відень, 1900)
- Ліцей, палац Младика (Любляна, 1907)
- Будинок Кріспер ( Любляна, 1901)
- Будинок Бамберга ( Любляна, 1906)
- Палац Уранія (Відень, 1902)
- Дохідна адміністративна будівля (Гориція, 1903)
- Національний зал (Трієст, 1904)
- Площа Прешерена та пам'ятник Прешерену (Любляна, відкрита в 1905 році)
- Палац Стабільних (Трієст, 1906)
- план містобудування Любляни (1895)
- Вілла Вехслер (Відень, 1911)
- Церква Сан-Германо ( Бріуні, 1912)
- план реконструкції Гориції (1921)
- загальний план містобудування Венеції (1952)
- Відновлення Горицького собору (Гориція, 1919)
- Загальний план розвитку міст Монфальконе, Італія (1919)
- Вілла Бігот (Гориція, 1921)
- Будинок Пеллегріні в Гориції (1922)
- Будинок Фельбербаума в Гориції (1925)
- Церква Сан-Джорджо ( Лучініко, 1927)
- Сад Феррарі ( Штанєл, 1930–40)
- Митрополича церква Сакро Куоре (Гориція, 1934)
- «Вежа пам'яті», пам'ятник італійським солдатам, загиблим у Першій світовій війні (Гориція, 1937)
- Casa del Fascio (Будинок фашизму) (Штанєл, 1938)

## Нагороди
- Італійський орден «За заслуги в галузі культури і мистецтва» — Рим, 10 вересня 1951 р.

## Спадщина
- У 1984 році у Відні Сіммерінг (11 округ) його іменем була названа вулиця Фабіані (нім. Fabianistraße).
- З 2008 року його іменем названо найвищу нагороду Словенії за найкращі досягнення в містобудуванні.[21]

## Галерея

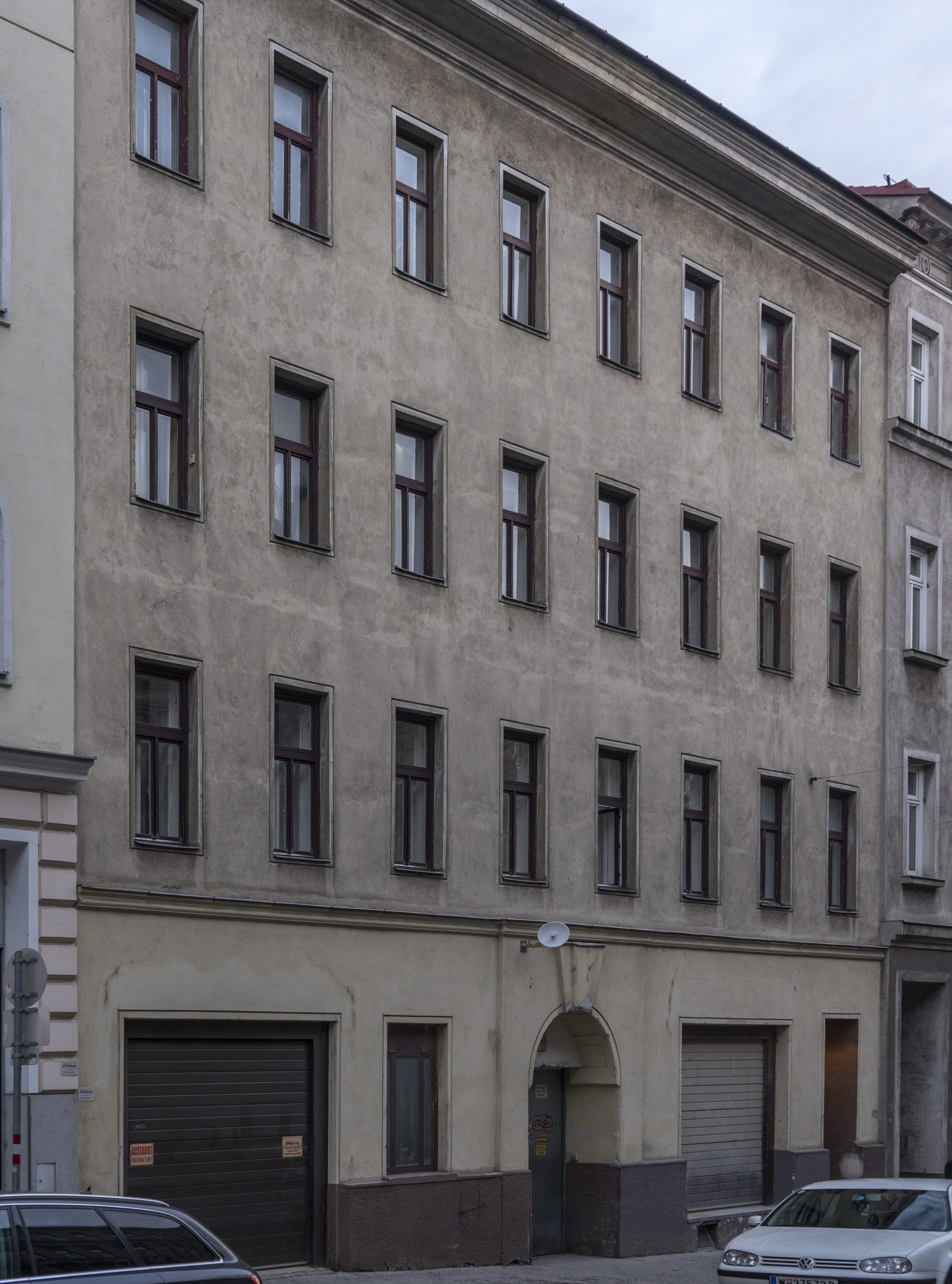
Preysinggasse 10, Відень (1897)
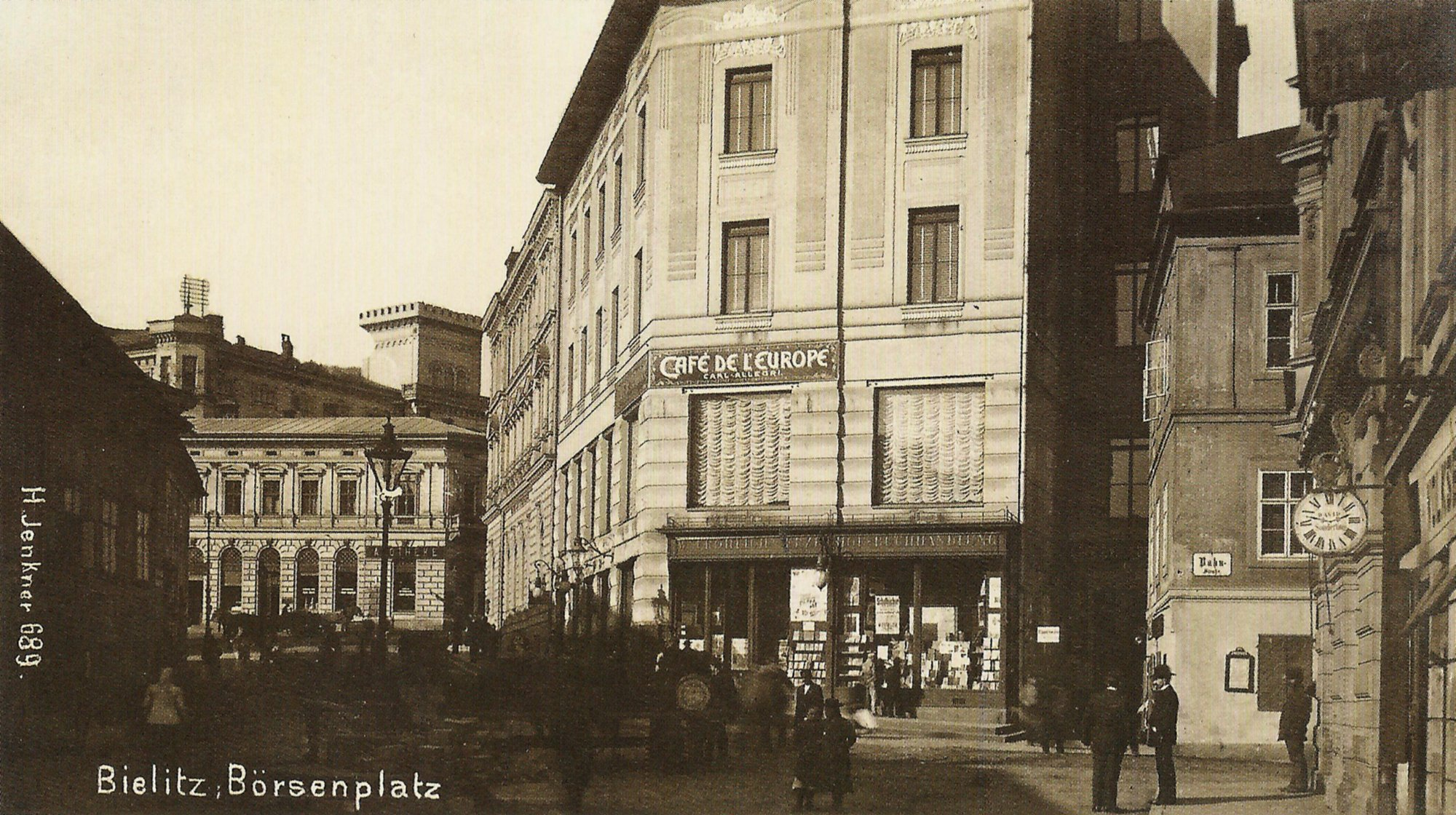
Вулиця Барліцького 1, Польща (1899)
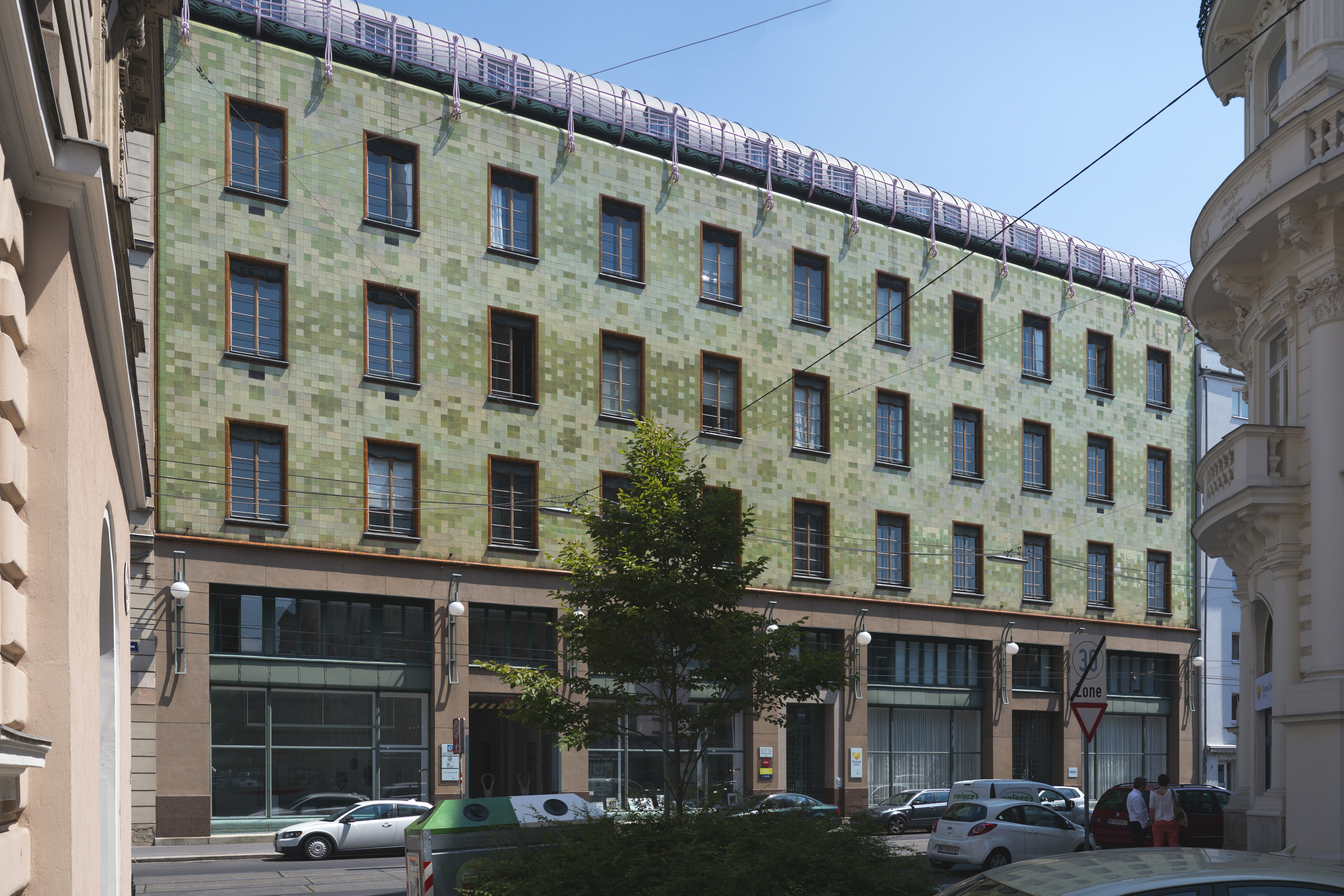
Портуа, Відень (1900)
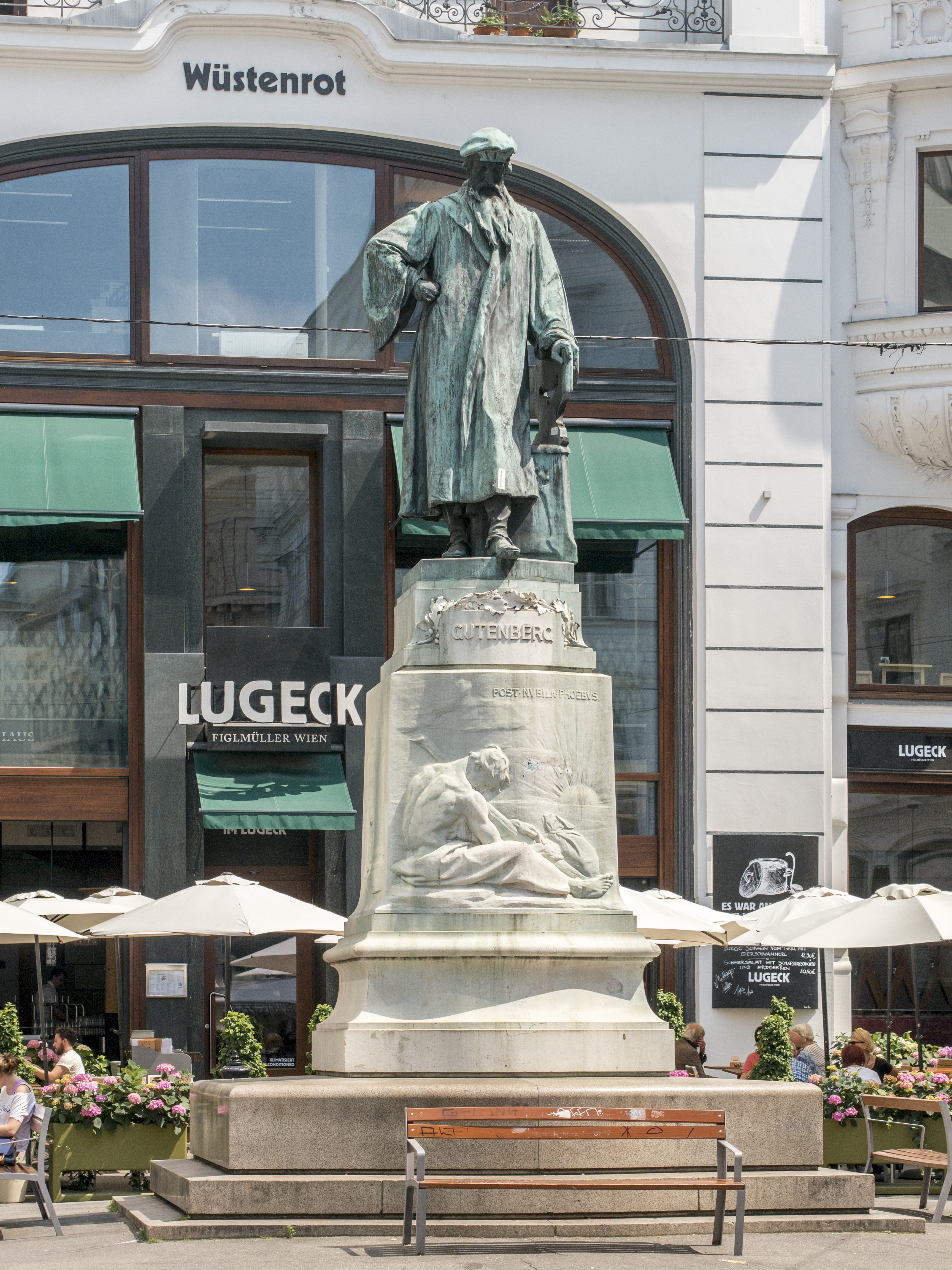
Пам'ятник Гутенбергу, Відень (1900)
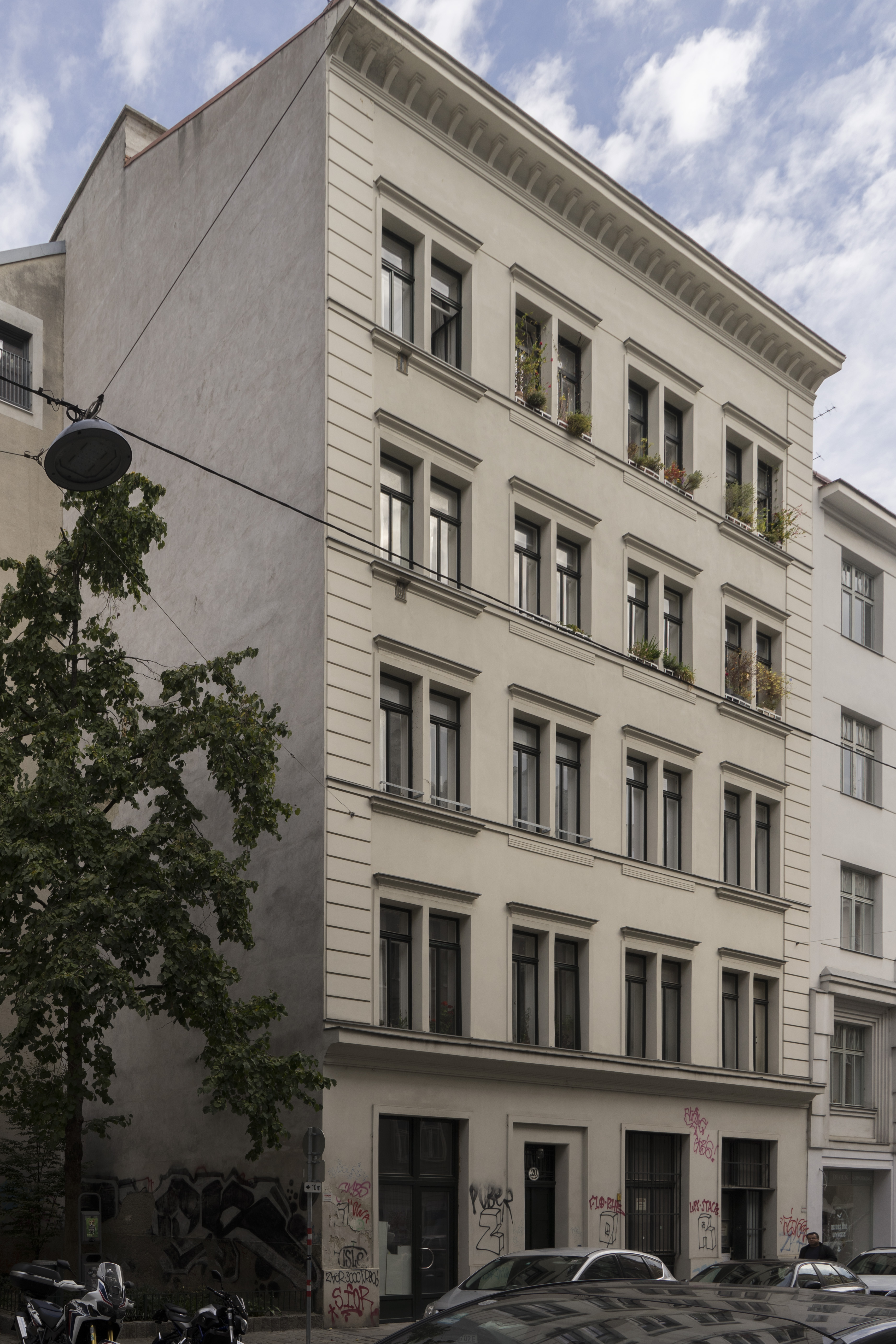
Piaristengasse 20, Відень (1901)
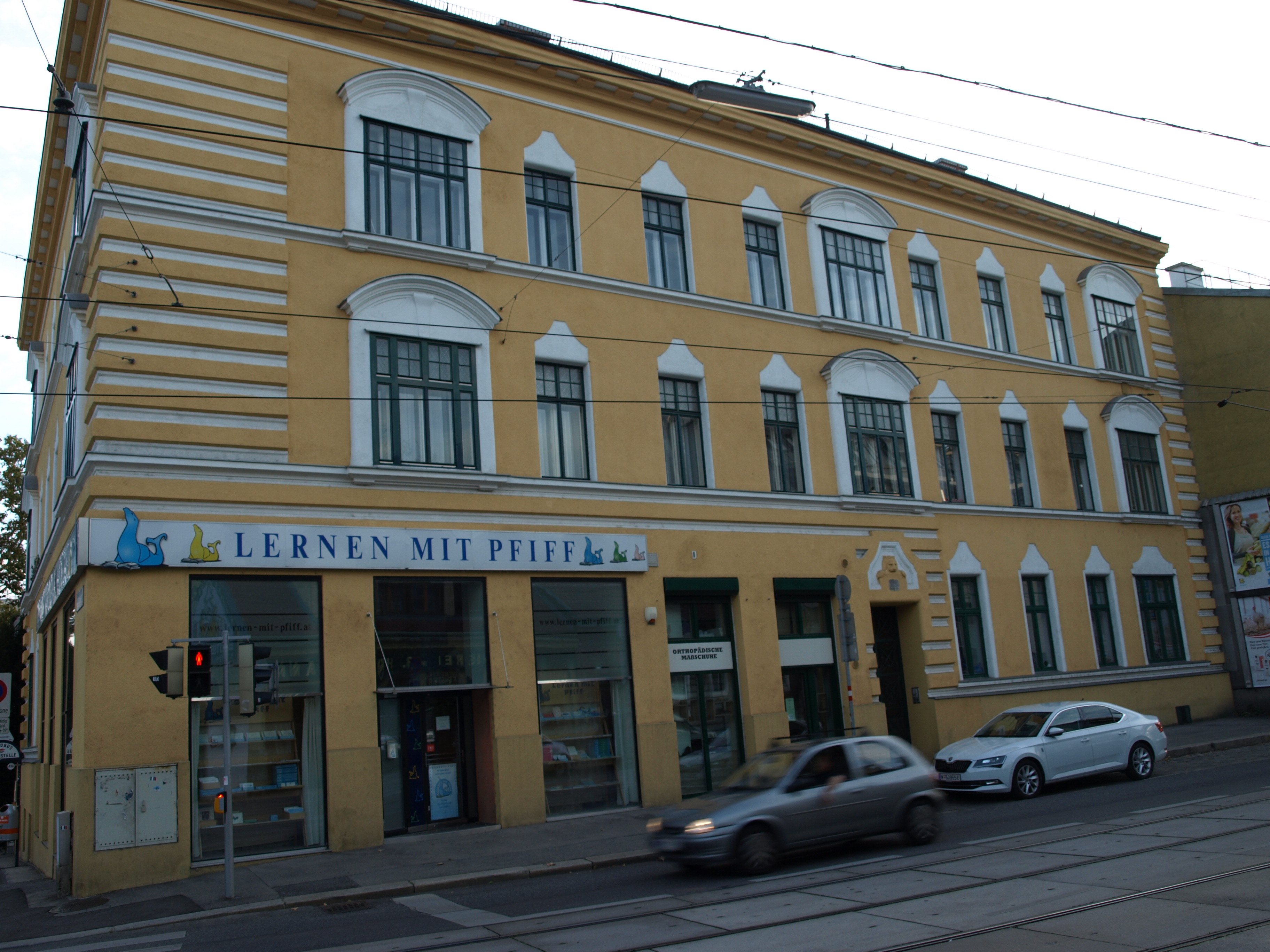
Лінц штрасе 371, Відень (1902)
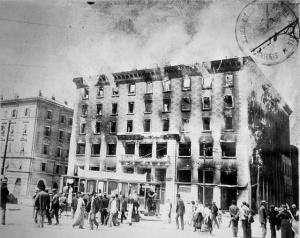
Національний зал Трієста (1905)
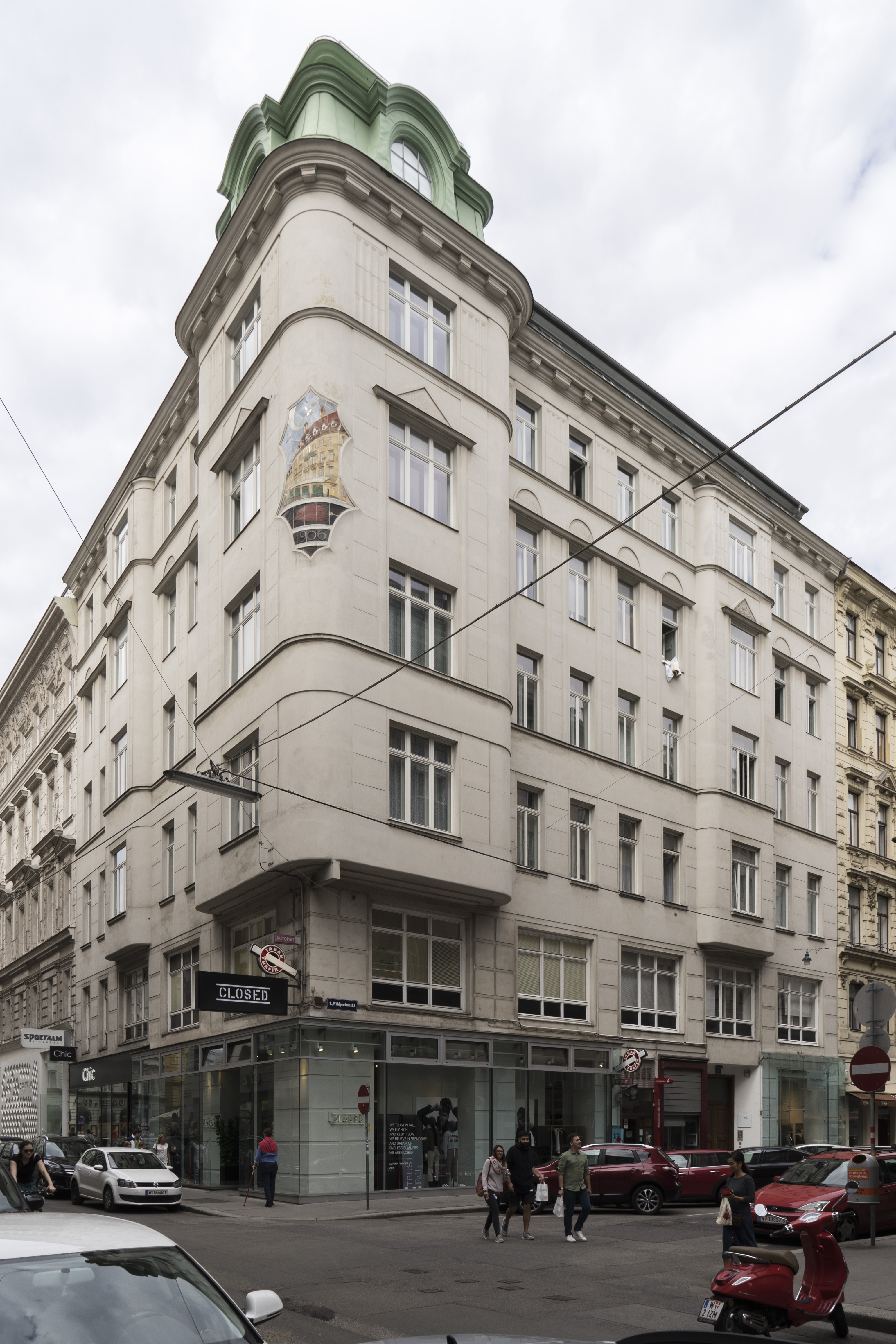
Ігровий ринок 1, Відень (1906)
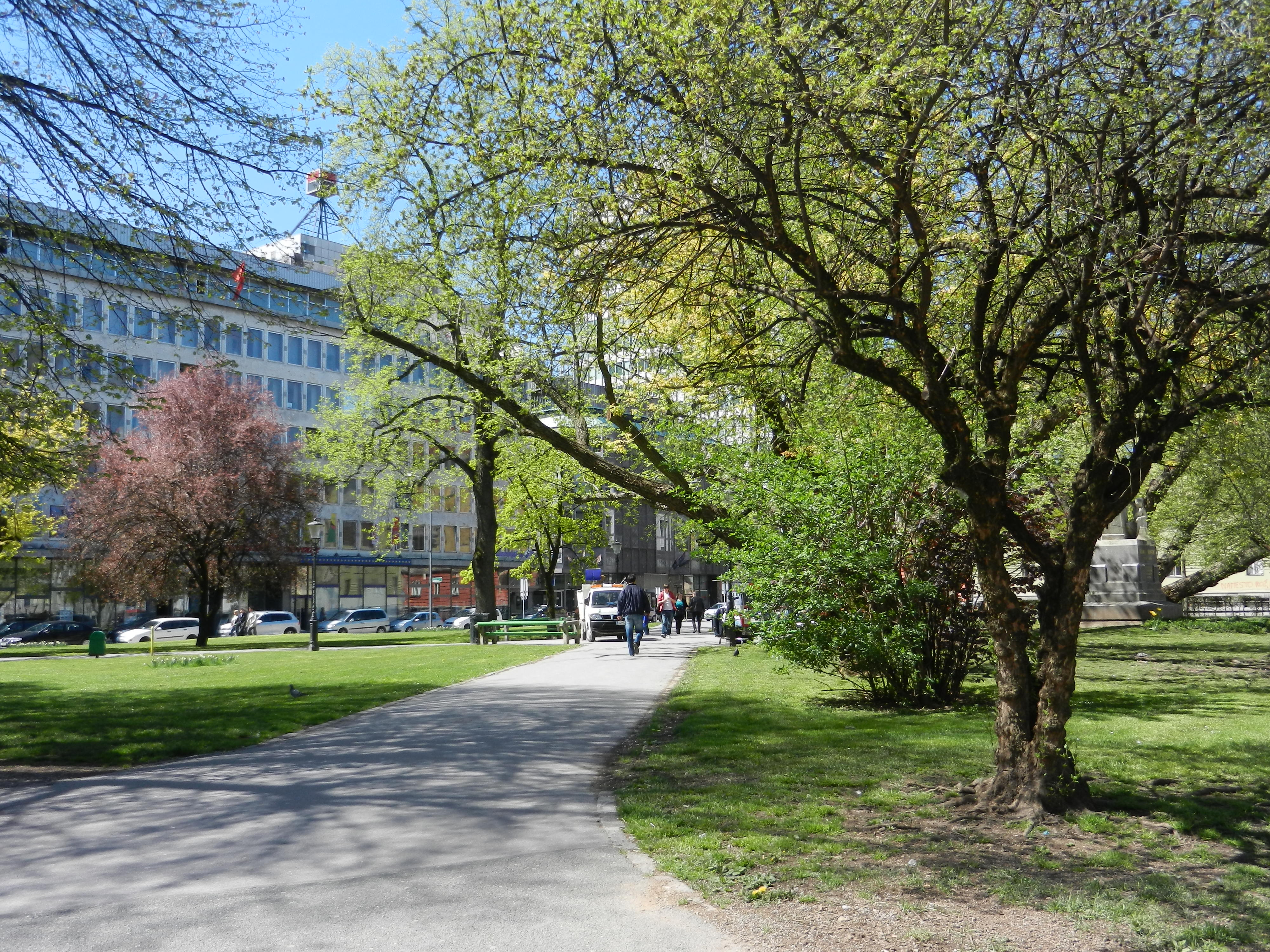
Міклошичів парк, Любляна (1908)
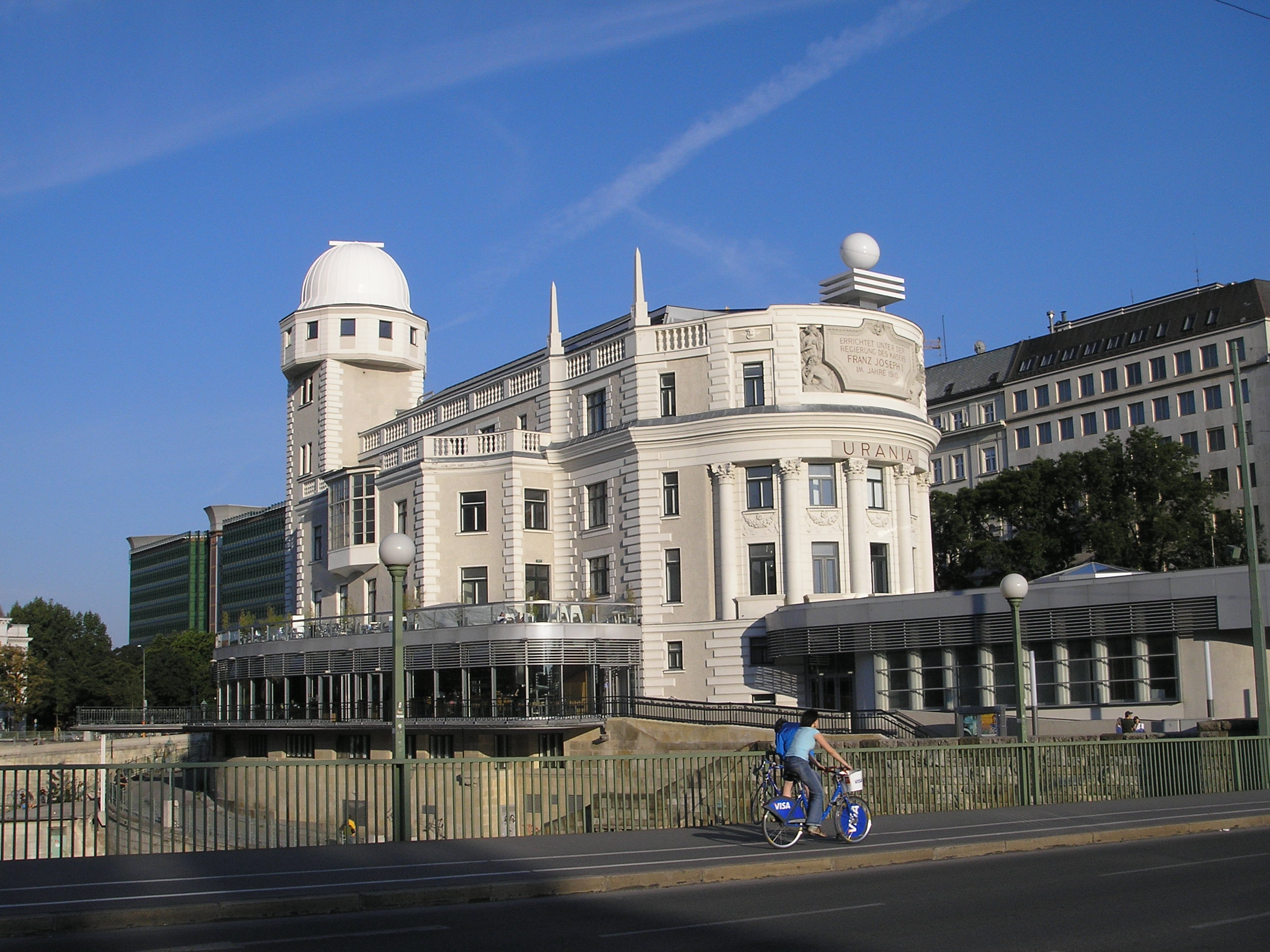
Уранія, Відень (1910)
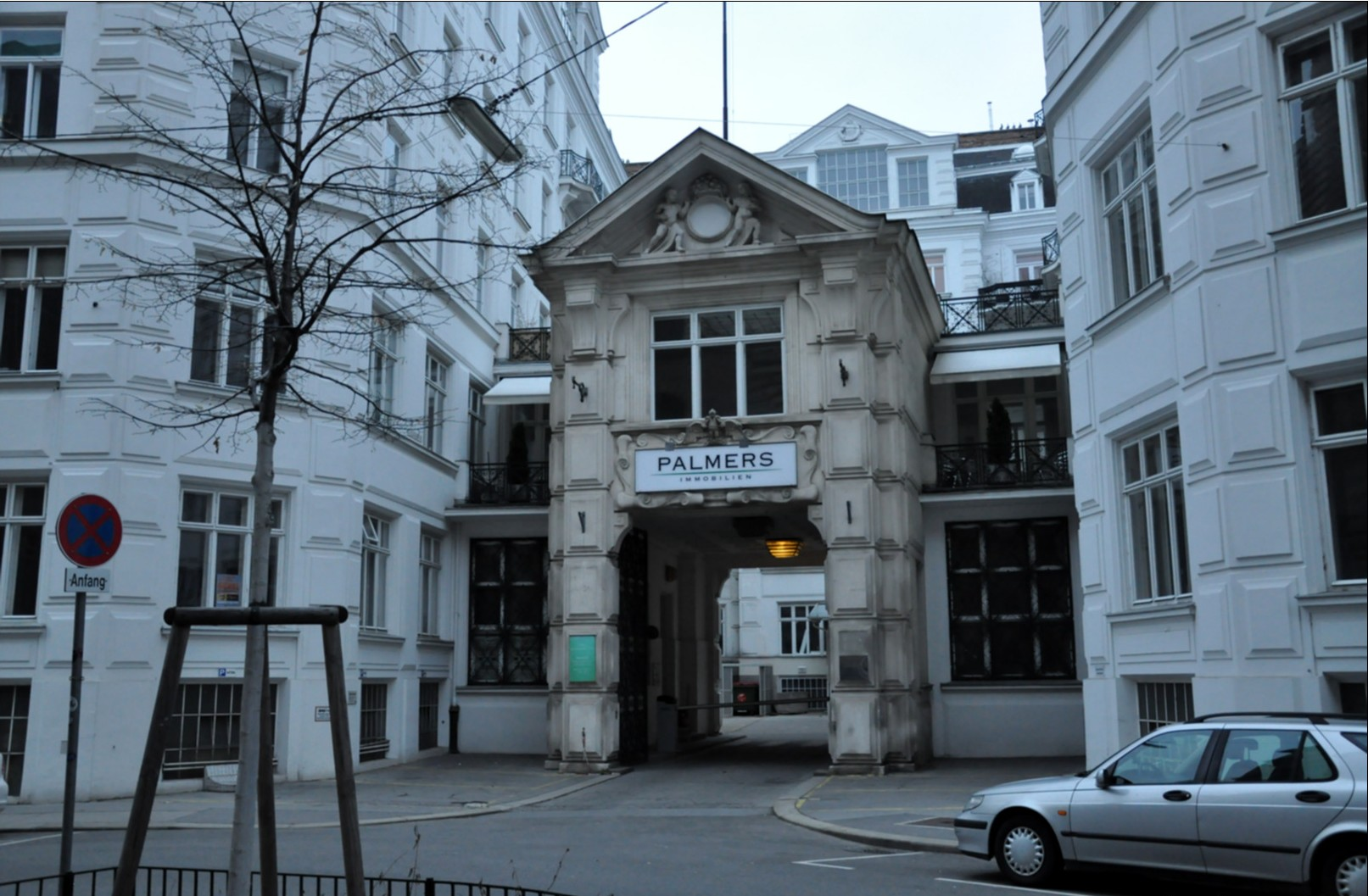
Легаргассе 9–11, Відень (1913)
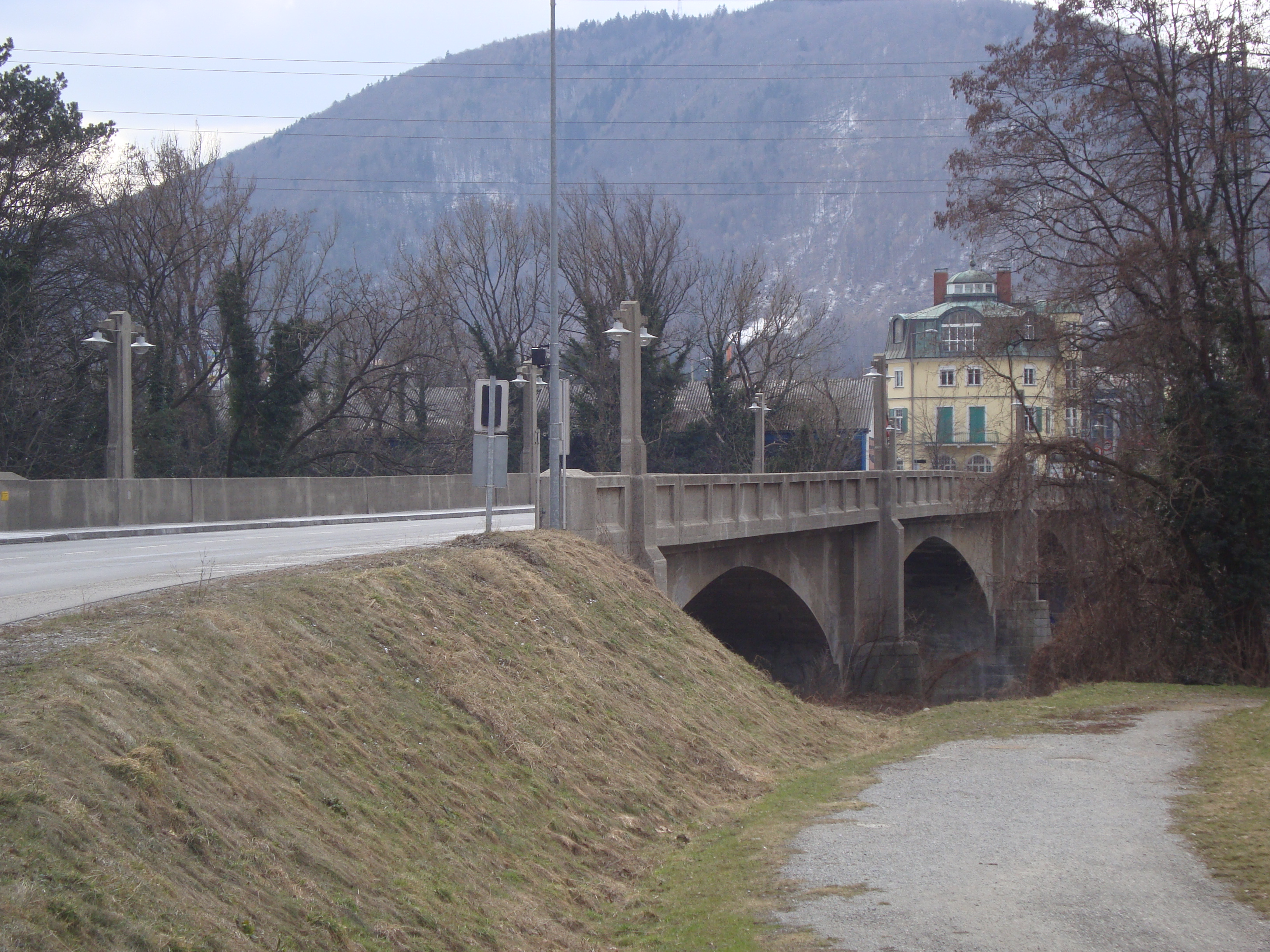
Міст у Граці (1917)